# Fatima (film, 2015)
Fatima je francouzsko-kanadský hraný film z roku 2015, který režíroval Philippe Faucon. Je inspirován knihami Prière à la lune (2006) a Enfin, je peux marcher seule (2011), které napsala Fatima Elayoubi. Film získal Cenu Louise Delluca a Césara za nejlepší film. Snímek měl světovou premiéru na Mezinárodním filmovém festivalu v Cannes dne 20. května 2015.

## Děj
Fatima pochází ze severní Afriky, do Francie dorazila jako dospělá se svým manželem. O několik let později vychovává sama své dvě dcery Souad a Nesrine a pracuje jako pokojská. Ze strachu, že její 15 a 18leté dcery zažijí stejný frustrující a nejistý osud jako ona, se jim snaží pomáhat, jak nejlépe umí. Zatímco starší nastupuje do prvního ročníku medicíny, mladší je uprostřed krize dospívání.
Obě dívky, které se už narodily a vyrostly ve Francii, mluví francouzsky lépe než jejich matka a neumí příliš arabsky. Důsledky této jazykové bariéry Fatima pociťuje a to jak pro svou sociální integraci, tak v rámci vlastní rodiny. Aby překonala tuto frustraci, vede si osobní deník ve svém rodném jazyce.
Když je kvůli pracovnímu úrazu dlouhodobě doma, rozhodne se ponořit do jazykového kursu a naučit se pořádně francouzsky.

## Obsazení
| Soria Zeroual          | Fatima                         |
| Zita Hanrot            | Nesrine                        |
| Kenza Noah Aïche       | Souad                          |
| Chawki Amari           | bývalý manžel Fatimy           |
| Dalila Bencherif       | Leila                          |
| Edith Saulnier         | Séverine                       |
| Corinne Duchesne       | majitelka bytu                 |
| Emir El Guerfi         | přítel Sélim                   |
| Zakaria Ali-Mehidi     | Sélim                          |
| Isabelle Candelier     | zaměstnavatelka Fatimy         |
| Franck Andrieux        | lékař Fatimy                   |
| Christiane Laroche     | matka zaměstnavatelky Fatimy   |
| Hélène Balazard        | zaměstnankyně Crédit Municipal |
| Claire Brodiez         | učitelka                       |
| Jean-François Guérin   | profesor na lékařské fakultě   |
| Nathalie Richard       | profesorka Souad               |
| Aurélie Ducuing        | matka Aurélie                  |
| Jean-Philippe Ferrière | otec Aurélie                   |
| Sarah Lamèche          | Malika                         |
| Mehdi Senoussi         | profesor Souad                 |
| Jihade Sikouk          | pokladní v supermarketu        |
| Rachid Yous            | chlapec ve vlaku               |
| Magali Bonat           | šéf Fatimy                     |
| Brigitte Chambon       | ředitelka školy                |
| Yolanda Mpele          | kolegyně Fatimy                |
| Jacques Chambon        | lékař                          |
| Jérôme Etienne         | představitel lékařské fakulty  |
| Fatima El Missaoui     | Dr. Keltoum Merbaki            |

## Ocenění
- Cena Louise Delluca
- Syndicat de la Critique de Cinéma: nejlepší francouzský film
- Cena Lumières: nejlepší scénář (Philippa Faucona)
- César: nejlepší film, nejlepší adaptace (Philippe Faucon), nejslibnější herečka (Zita Hanrot); nominace pro nejlepší herečka (Soria Zeroual)
- Filmový festival v Cannes: výběr do sekce Quinzaine des réalisateurs